# Italienisch-türkische Beziehungen
Die Italienisch-türkischen Beziehungen sind durch eine lange, wechselvolle Geschichte geprägt. Beide Staaten verbinden enge historische Kontakte im Mittelmeerraum und heute vielseitige politische, wirtschaftliche und kulturelle Kooperationen. Aufgrund der geografischen Nähe bestehen zwischen der Apenninhalbinsel und Anatolien seit der Antike enge Verbindungen. Italien und die Türkei unterhalten seit 1856 offizielle diplomatische Beziehungen. Sie sind Bündnispartner in der NATO (die Türkei trat 1952 mit italienischer Unterstützung bei) und arbeiten in internationalen Organisationen eng zusammen. Italien befürwortet traditionell die Annäherung der Türkei an die Europäische Union und zählt zu den wichtigsten Handelspartnern der Türkei. In jüngerer Zeit haben beide Staaten ihre Zusammenarbeit in Bereichen wie Verteidigung, Energie und Migration weiter vertieft, was regelmäßige Regierungstreffen und zahlreiche bilaterale Abkommen unterstreichen.

## Geschichte

### Frühe Beziehungen

Bild der Seeschlacht von Lepanto (1571)

Die Kontakte zwischen Anatolien und der italienischen Halbinsel reichen bis in die Antike zurück, als Anatolien unter römischer und oströmischer Herrschaft stand. Italienische Seerepubliken wie Venedig und Genua unterhielten bereits ab dem 14. Jahrhundert enge Handelsbeziehungen mit den Türken: So datiert der erste Vertrag zwischen dem Osmanischen Reich und Venedig auf das Jahr 1381.  Trotz Wirtschaftskooperation blieben politische Spannungen beruhend auf religiösen Gegensätzen nicht aus. Osmanische Truppen unternahmen mehrere Vorstöße Richtung Italien – etwa 1479 in Friaul und insbesondere 1480/81 mit der Eroberung der apulischen Hafenstadt Otranto, wo diese 800 Märtyrer von Otranto töteten. Die Einnahme Otrantos im August 1480 löste in den italienischen Staaten große Besorgnis vor einem Vormarsch auf Rom aus; dieser scheiterte jedoch, da Sultan Mehmed II. im Frühjahr 1481 überraschend verstarb und sich die osmanischen Truppen daraufhin zurückzogen. In der Folgezeit wechselten Phasen von Konflikt und Austausch einander ab. Während in mehreren Kriegen zwischen Venedig und den Osmanen um die Vorherrschaft im östlichen Mittelmeer gerungen wurde (u. a. Sieg der Heiligen Liga in der Seeschlacht von Lepanto 1571), florierte gleichzeitig der wechselseitige kulturelle Einfluss und Handel. So richtete die Republik Venedig 1621 den Fondaco dei Turchi ein – ein Quartier in Venedig, in dem osmanische Händler wohnen und Geschäfte abwickeln konnten. In Istanbul gab es im Gegenzug eine anhaltende Präsenz italienischer Händler aus Städten wie Venedig und Genua, die sich in den Vierteln Galata und Pera konzentrierte.  Bis ins 19. Jahrhundert blieb das Osmanische Reich ein wichtiger Faktor in der Mittelmeerpolitik der italienischen Staaten. Der piemontesische Ministerpräsident Camillo Cavour entsandte 1855 Truppen zur Unterstützung der Osmanen im Krimkrieg; unmittelbar nach Kriegsende wurden 1856 offizielle diplomatische Beziehungen zwischen dem Osmanischen Reich und dem Königreich Italien aufgenommen.

### Osmanisches Reich und geeintes Italien

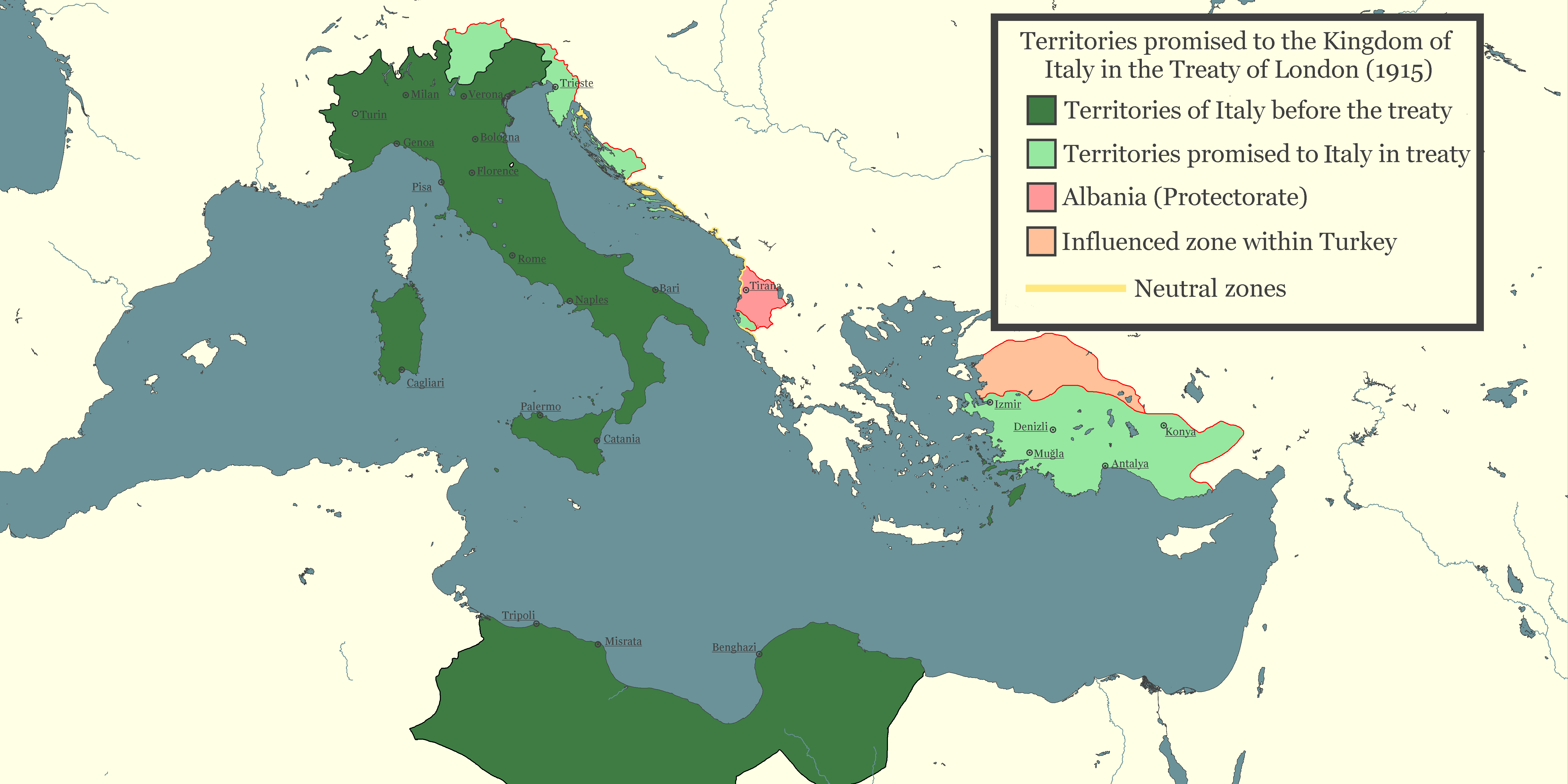
Im Londoner Vertrag (1915) wurden Italien Gebiete in der Türkei versprochen

Nach der italienischen Einigung 1861 gestalteten sich die Beziehungen zum Osmanischen Reich zunächst freundschaftlich, wurden jedoch bald von geopolitischen Rivalitäten überschattet. Italien strebte eigene Kolonialgebiete an und richtete sein Interesse auf osmanisch beherrschte Regionen in Nordafrika und im östlichen Mittelmeer. 1911 eskalierte der Konkurrenzkampf um Libyen in den Italienisch-Türkischen Krieg: Italien griff das Osmanische Reich an, eroberte innerhalb weniger Wochen die Provinzen Tripolitanien und Kyrenaika (im heutigen Libyen) sowie im Mai 1912 die Ägäis-Insel Rhodos und die Dodekanes-Inseln. Der Krieg endete im Oktober 1912 mit dem Frieden von Ouchy/Lausanne, in dem die Osmanen Libyen an Italien abtreten mussten; Italien sagte zwar zu, die Dodekanes-Inseln zu räumen, behielt sie de facto jedoch als neues Kolonialterritorium. Im Ersten Weltkrieg standen sich beide Staaten auf gegnerischen Seiten gegenüber – Italien kämpfte ab 1915 an der Seite der Triple Entente, während das Osmanische Reich den Mittelmächten angehörte. Mit dem Zusammenbruch des Osmanischen Reiches 1918 versuchten die Italiener, an deren Aufteilung teilzuhaben: Ihnen war in dem geheimen Abkommen von London ein Einflussgebiet in Südwestanatolien zugesprochen worden. Tatsächlich landeten 1919 italienische Truppen in Antalya und besetzten zeitweilig Teile Südwestanatoliens. Der Aufstieg der türkischen Nationalbewegung unter Mustafa Kemal Atatürk durchkreuzte diese Pläne jedoch. Italien zog seine Truppen 1920/21 ohne größere Kampfhandlungen ab und verzichtete – anders als Griechenland – auf eine Konfrontation mit den türkischen Befreiungskräften. Im Vertrag von Lausanne 1923 wurde die Souveränität der neuen Republik Türkei anerkannt; Italien behielt die bereits 1912 besetzten Dodekanes-Inseln, welche bis 1947 bei Italien verblieben und danach an Griechenland fielen.

### Republik Türkei und Italien

Im Italienisch-türkischen Vertrag (1932) festgelegte Seegrenze

In der frühen Republikzeit blieben die türkisch-italienischen Beziehungen von offizieller Freundlichkeit, aber auch einer wachsam-neutralen Haltung geprägt. Die Regierung Atatürk bemühte sich um gute Kontakte zu allen Großmächten, während das faschistische Italien unter Benito Mussolini zeitweise expansiv im Mittelmeerraum auftrat. Mussolini äußerte in den 1930er Jahren Ambitionen auf Gebiete in Dalmatien und im östlichen Mittelmeer, was in Ankara mit Misstrauen verfolgt wurde. Italien und die Türkei unterzeichneten 1931 ein Freundschaftsabkommen und 1932 einen Italienisch-türkischen Vertrag zur Festlegung der Grenze. Während des Zweiten Weltkriegs blieb die Türkei neutral und beteiligte sich nicht an Kampfhandlungen, während Italien auf der Seite der Achsenmächte stand. Nach 1945 orientierten sich beide Länder klar gen Westen und wurden enge Verbündete im Kalten Krieg. Italien zählte 1949 zu den Gründungsmitgliedern der NATO, und die Türkei folgte 1952 – mit ausdrücklicher Unterstützung Italiens – als Mitglied des Bündnisses. Fortan arbeiteten beide Staaten im Verteidigungsbereich eng zusammen und waren gemeinsame Mitglieder in weiteren Institutionen wie dem Europarat (Italien seit 1949, die Türkei seit 1950) und der Organisation für wirtschaftliche Zusammenarbeit und Entwicklung (OECD). Politisch unterstützte Rom die Westintegration Ankaras: So befürwortete Italien das Assoziierungsabkommen zwischen der EWG und der Türkei von 1963 und setzte sich in den 1980er Jahren für eine Annäherung der Türkei an die Europäische Gemeinschaft ein. Während des Kalten Krieges bestanden vereinzelte Meinungsunterschiede – etwa in der Menschenrechtsfrage oder bezüglich des Zypernkonflikts – doch insgesamt blieben Italien und die Türkei verlässliche Partner. Bis 1990 hatte sich ein stabiles Fundament bilateraler Beziehungen herausgebildet, das auf gemeinsamer NATO-Mitgliedschaft, wachsenden Wirtschaftsverflechtungen und regelmäßigen politischen Kontakten beruhte.

### Beziehungen seit 1990

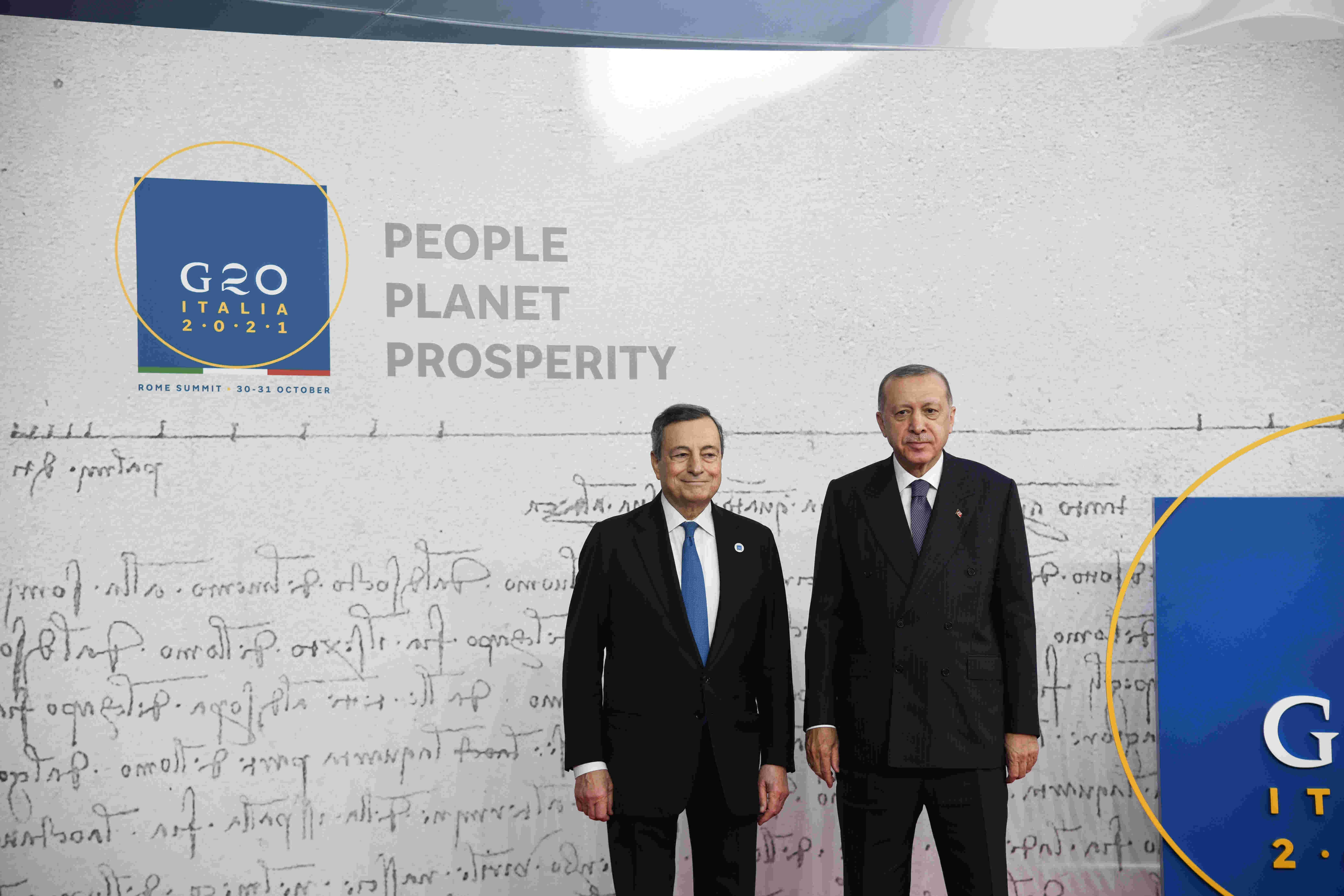
Mario Draghi und Recep Tayyip Erdoğan (2021)

Nach dem Ende des Ost-West-Konflikts intensivierten die Türkei und Italien ihre bilaterale Zusammenarbeit weiter. Italien gehörte innerhalb der EU zu den stärksten Befürwortern einer türkischen Mitgliedschaft und begrüßte die offizielle EU-Beitrittskandidatur der Türkei 1999. Allerdings erlebten die Beziehungen 1998/99 eine schwere Krise, als der Anführer der kurdischen PKK, Abdullah Öcalan, in Italien festgenommen wurde. Die Mitte-links-Regierung unter Massimo D’Alema verweigerte Öcalans Auslieferung an die Türkei mit Verweis auf die ihm in der Türkei drohende Todesstrafe, worauf Ankara mit scharfen Gegenmaßnahmen reagierte. In Reaktion stellte die Türkei die militärische Zusammenarbeit mit Italien ein und drohte einen Boykott italienischer Waren an. Die Spannungen klangen erst ab, nachdem Öcalan im Februar 1999 Italien verlassen hatte und die Türkei wenig später die Todesstrafe aussetzte. In den 2000er Jahren normalisierten sich die Beziehungen wieder und entwickelten sich sehr positiv. Italien unterstützte nachdrücklich den Beginn von EU-Beitrittsverhandlungen mit der Türkei im Jahr 2005. Der italienische Premierminister Mario Monti bekräftigte 2012 die „kräftige und überzeugte Unterstützung“ Italiens für einen EU-Beitritt der Türkei. Trotz überwiegend guter Zusammenarbeit gab es weiterhin punktuelle Kontroversen. So führte der als „Sofagate“ bekannt gewordene Eklat um die Sitzordnung bei einem EU-Türkei-Treffen 2021 zu einem diplomatischen Schlagabtausch zwischen Rom und Ankara: Italiens Premierminister Draghi bezeichnete Präsident Recep Tayyip Erdoğan in diesem Zusammenhang als „Diktator“, was von türkischer Seite heftig kritisiert wurde und die Beziehungen vorübergehend belastete. im Juli 2022 kam es in Ankara zum dritten bilateralen Regierungsgipfel (zuvor 2008 und 2012 abgehalten) zwischen beiden Ländern, wobei eine vertiefte Zusammenarbeit in den Bereichen Sicherheit und Energie beschlossen wurde.

## Wirtschaftsbeziehungen
Italien zählt zu den wichtigsten Wirtschaftspartnern der Türkei. Im innereuropäischen Vergleich ist Italien nach Deutschland der zweitgrößte Handelspartner der Türkei und zugleich ihr bedeutendster im Mittelmeerraum. Das bilaterale Handelsvolumen hat sich in den letzten Jahrzehnten stark erhöht: 2019 betrug es rund 19 Milliarden US-Dollar und stieg bis 2024 auf ein Rekordniveau von 32 Milliarden US-Dollar. Bei dem vierten bilateralen Regierungsgipfel im Jahr 2024 wurde eine Zielmarke von mehr als 40 Milliarden Dollar für den gegenseitigen Handel vereinbart. Die Türkei exportiert nach Italien vor allem Kraftfahrzeuge (Personen- und Nutzfahrzeuge) sowie Agrarprodukte wie Obst und Gemüse, während zu den Hauptimportgütern aus Italien Maschinen und Fahrzeugteile, chemische Erzeugnisse (z. B. Mineralöle) und hochwertige Konsumgüter (etwa Yachten) gehören. Durch die Zollunion der Türkei mit der EU (seit 1996) und verstärkte Investitionsförderung hat sich auch die wechselseitige Investitionstätigkeit belebt. Über 1.500 italienische Unternehmen sind in der Türkei aktiv – darunter Industriekonzerne wie Fiat (Tofaş), Ferrero oder Leonardo – und haben zwischen 2002 und 2023 kumuliert rund 5,45 Milliarden US-Dollar investiert. Umgekehrt engagieren sich auch türkische Firmen in Italien, wenn auch mit bescheidenerem Volumen (ca. 0,6 Milliarden USD Direktinvestitionen 2002–2023).
Bedeutend ist ferner die Zusammenarbeit in der Energiewirtschaft: Italien importiert Erdgas über den Trans-Adria-Pipeline-Korridor, der die Türkei an das italienische Gasnetz anbindet, und italienische Unternehmen beteiligen sich an Energieprojekten in der Türkei. Zusätzlich bestehen industrielle Kooperationen im Verteidigungssektor, etwa eine Partnerschaft zwischen der türkischen Drohnenfirma Baykar und dem italienischen Luftfahrtkonzern Leonardo. Der bilaterale Tourismus trägt ebenfalls zu den Wirtschaftsbeziehungen bei – so besuchen jedes Jahr mehrere hunderttausend italienische Touristen die Türkei (rund 600.000 im Jahr 2023).

## Kultur und Migration
Die kulturellen Verbindungen zwischen Italien und der Türkei sind historisch gewachsen und vielfältig. Beide Länder teilen ein reiches Erbe aus der Zeit der Römer und Byzantiner sowie der Handelskontakte in der mittelalterlichen und frühneuzeitlichen Ära. So gibt es bis heute in Istanbul eine italienstämmige Gemeinschaft (Levantiner), deren Wurzeln bis auf genuesische und venezianische Kaufleute zurückgehen. Umgekehrt faszinierte die „Türkenmode“ Renaissance und Barock in Italien und fand Ausdruck in Kunst und Architektur. Heute fördern beide Staaten den Kulturaustausch durch offizielle Institute und Programme: Das Istituto Italiano di Cultura unterhält Kulturzentren in Ankara und Istanbul, während das türkische Yunus-Emre-Institut in Rom Sprachkurse und kulturelle Veranstaltungen anbietet. Auch auf zivilgesellschaftlicher Ebene bestehen Partnerschaften, beispielsweise in Form von Schul- und Universitätskooperationen sowie gemeinsamen archäologischen Projekten (italienische Archäologen sind an Ausgrabungen in der Türkei beteiligt, und türkische Museen kooperieren mit italienischen). Zudem wurde 2025 die Fußball-Europameisterschaft 2032 an eine gemeinsame Bewerbung von Italien und der Türkei vergeben.
In Italien lebten 2020 knapp 50.000 türkische Staatsbürger. Diese Gemeinschaft konzentriert sich vor allem auf Großstädte wie Mailand, Rom und Venedig und ist großteils erst nach den 1960er Jahren zugewandert. Auf der anderen Seite wohnen in der Türkei etwa 1.000 italienische Staatsbürger, teils in Istanbul und İzmir, oft in Verbindung mit Wirtschaftsunternehmen oder als Angehörige traditioneller italophoner Familien.